# Samurái de Plata
Samurái de Plata es el nombre de dos personajes de ficción que aparecen en los cómics estadounidenses publicados por Marvel Comics. El primer Samurái plateado, Kenuichio Harada, apareció por primera vez en Daredevil # 111 (julio de 1974), creado por el escritor Steve Gerber y el artista Bob Brown. El segundo Samurái de Plata, Shin Harada, es el hijo del Samurái de Plata original y apareció en Wolverine #300, creado por Jason Aaron.
Kenuichio Harada era hijo del supervillano Shingen Yashida, un mutante con el poder de cargar una katana. Inicialmente, trabajó como guardaespaldas. Más tarde formó una alianza con Viper y los dos cometieron crímenes por todo el mundo. Con el tiempo, abandonó el crimen e intentó recuperar el honor de su familia, ganándose la confianza de un antiguo enemigo, Wolverine. Dirigió la primera encarnación de Big Hero 6, el primer equipo de superhéroes de Japón. El Samurái de Plata original fue asesinado por la Mano Roja Derecha.
Shin Harada está asociado con el Club Fuego Infernal y es miembro de la Hermandad de Mutantes (enemigos de los X-Men). A diferencia de su padre, no tiene superpoderes y confía en la tecnología para sus armas.
Samurái de Plata aparece en la película de 2013 The Wolverine como entidades separadas.

## Biografía del personaje ficticio

### Kenuichio Harada
Kenuichio Harada es el hijo ilegítimo de Shingen Yashida. Es un mutante japonés con el poder de cargar casi cualquier cosa, especialmente su katana. Sus poderes y su armadura de estilo samurái, hecha de un metal plateado, llevaron al apodo Samurái de Plata.
Se convirtió en un criminal profesional, y apareció por primera vez para enfrentarse con Daredevil, cuando fue contratado por Mandril y Espectro Negro.
Harada fue una vez el guardaespaldas de la terrorista internacional conocida como la Víbora, y posteriormente fue un mercenario ocasional. Cuando trabajaba para Víbora, luchó con Spider-Man y la Viuda Negra. Después de recuperar el anillo de teletransporte de Víbora, combatió a Spider-Man de nuevo en Saturday Night Live y se encontró con los originales Not-Ready-For-Prime-Time-Players. Se unió a Víbora y Boomerang para luchar contra Spider-Man, Nick Fury, Shang-Chi, y la Viuda Negra en el helitransporte original de S.H.I.E.L.D.. Él y Víbora intentaron secuestrar a Michael Kramer, y combatieron a la original Spider-Woman.
Junto a la Víbora, intentó robar un cristal de cavourita, y luchar contra los Nuevos Mutantes. Además luchó contra la Patrulla X y Yukio. Intentó poseer la Espada Negra, y luchó con Wolverine, Lindsay McCabe, y O'Donnell. Él rescató a Wolverine y a una debilitada Jessica Drew de los sectarios.
Se convirtió en el Oyabun, líder del clan Yashida, después de la muerte de su media hermana Mariko Yashida. Intentó pagar las deudas de su clan a la Yakuza y restaurar su honor. Aunque una vez fue uno de los grandes enemigos de Wolverine, lo había impresionado de tal manera que Wolverine le confió el cuidado de su hija adoptiva, Amiko Kobayashi.
El Samurái incluso una vez ayudó a Wolverine a destruir al monstruo conocido como "Fatídico", y más tarde ayudó a Logan a rescatar a Amiko y Yukio de sus secuestradores. Durante su tiempo como héroe, Silver Samurái se convirtió en el líder del primer equipo de superhéroes japonés, Big Hero 6.
Samurái de Plata fue controlado por el mutante Blindspot para que olvide su tiempo como héroe, creyendo que su redención fue sólo el resultado del control del Profesor X. Como resultado, había vuelto a sus actividades delictivas anteriores. Sin embargo, ahora parece que Harada está operando como jefe de seguridad del primer ministro de Japón.
Por razones poco claras, el Samurái fue secuestrado, encarcelado en la prisión Balsa en Estados Unidos sin juicio, y los registros oficiales afirmaron que había muerto. Fue liberado por Madame Hydra y La Mano, quienes lo transportaron de vuelta a Japón. Querían que liderara a la Mano y uniera el submundo criminal japonés, esperando que pudiera adquirir las figuras sombrías que controlaban tanto a Hydra como S.H.I.E.L.D. a quienes Madame Hydra se resistía a nombrar. Sin embargo, Harada no estaba interesado en una guerra e incluso ayudó a los Vengadores a derrotarlos. Después, decidió tratar de obtener de nuevo su buen nombre al servir al pueblo de Japón una vez más.
Samurái de Plata es uno de los pocos mutantes que conservan sus poderes sobrehumanos después del Día M. Wolverine se dirigió a Japón en busca de Harada y se le enfrentó en batalla. Wolverine había recuperado todos sus recuerdos debido a los acontecimientos de Casa de M y le hizo preguntas a Samurái de Plata sobre su pasado en el curso de la lucha. Samurái de Plata era capaz de atravesar a Wolverine con una de sus espadas. Inmediatamente después, Wolverine cogió al Samurái por el brazo derecho y le cortó la mano desde la muñeca con sus garras. La última vez que fue visto, Samurái de Plata estaba arrodillado en el suelo sosteniendo el muñón sangriento donde su mano estuvo una vez.
Después de la invasión Skrull, Víbora abandonó al Samurái de Plata para reunirse con Hydra. Más tarde ella vino con una nueva Madame Hydra para negociar el apoyo para dárselo a Tifón, el frente de producción de Hydra, de los Yashida. Además, se llevaron una caja misteriosa; los Yashida afirmaron que aquellos que la abrieron nunca vivieron para ver otro día. Tiempo después, los guerreros del misterioso grupo Leviatán atacaron al Samurái de Plata para hacerle revelar la ubicación de la caja.
Al defender su hogar de un grupo de ninjas, el Samurái de Plata es mortalmente herido. Con su última gota de energía, se abre paso a la tumba de su media hermana Mariko y muere. Más tarde, aparece en el infierno culpando a Wolverine por las recientes muertes de personas y es decapitado por la Arranca-Almas de Satán después de hablar.

### Shingen "Shin" Harada
Un nuevo Samurái de Plata apareció cuando Wolverine hizo un viaje a Japón para visitar la tumba de Samurái de Plata. Esta versión es el hijo del Samurái de Plata, Shingen "Shin" Harada (llamado así por el padre del Samurái de Plata, Shingen Yashida) que ha estado cometiendo hurtos con la hija de Wolverine Amiko Kobayashi.
Shin va a trabajar con Mística para rastrear mutantes recién despertados para unirse a su causa.

## Poderes y habilidades
El primer Samurái de Plata es un mutante con la habilidad de generar un campo de taquión, con el que puede rodear cualquier cosa[cita requerida]. Él comúnmente utiliza su poder sobre su espada, lo que le permite cortar casi cualquier cosa, excepto Adamantium. Cuando trabaja con la Víbora, él posee un anillo de teletransporte, lo que le permite teletransportarse de un lugar a otro, otorgándole una gran movilidad y sigilo. Como un samurái con estilo propio, es un maestro de Kenjutsu (katana), y un maestro de artes marciales especializado en armas blancas, combate cuerpo a cuerpo, y tácticas. Por lo general lleva un traje de armadura ligera de aleación de acero, modelada a partir de la armadura samurái tradicional, pero hecha de materiales modernos de protección. Lleva una katana (espada larga), shuriken (estrellas ninja), y otras armas. Keniuchio tiene un amplio conocimiento de las operaciones de las organizaciones criminales debido a su oscuro pasado, que ahora utiliza en el servicio de su gobierno para combatir esas organizaciones. Es un experto en la historia y costumbres de la clase samurái (Bushi).
El segundo Samurái de Plata posee un traje de armadura tecnológicamente avanzado, que le otorga la habilidad de volar y protección contra muchos ataques convencionales. Además de llevar dos hojas katana, Shingen posee varias armas y artilugios, como un cañón de energía integrado en la muñeca derecha del traje.

## Otras versiones

### Age of Apocalypse
En la reciente historia "Age of Apocalypse", publicada en 2005 para celebrar el 10.º aniversario de la Era de Apocalipsis, el Samurái de Plata fue un miembro clave de la Patrulla X. No llevaba casco, y tenía un símbolo Omega rojo del revés tatuado en la frente. Debido a que no lleva casco, es probablemente un maedate, la cresta de un kabuto Samurái. Fue uno de los miembros más visibles del equipo, temerario pero fuerte. Se reveló que el Samurái y Wolverine se conocieron en Japón, algún tiempo antes que Logan rescatase a Mariko de los matones. También era consciente de la existencia de Mariposa Mental, pero nunca se menciona cómo el Samurái fue convencido para unirse a la Patrulla X de Magneto en primer lugar. Es mucho más tarde informado por la versión AoA de William Stryker que ha muerto en acción, mientras defiende la última fortaleza humana de las fuerzas de la ahora enloquecida versión de AoA de Wolverine.

### Marvel Noir
En el universo Marvel Noir, un Teniente Kenuichio Harada apareció un policía japonés en la secuela X-Men Noir, la Marca de Caín.

### Exiliados
En Exiliados #83 (agosto de 2006), se reveló otra versión alterna de Samurái de Plata. Originario de la Tierra-172, el Samurái parecía tener una buena relación entre Mariko Yashida y que Wolverine de la Tierra, que era un miembro brevemente visto del equipo contraparte que saltaban la realidad de los Exiliados llamado Arma X. Como Wolverine había desaparecido de su vista durante meses para unirse a dicho equipo, más tarde cae en acción y devuelto por los Exiliados a su mundo natal. El Samurái y Mariko de ese mundo alternativo todavía no conocen plenamente lo que ocurrió con su versión de Wolverine, pero al menos honraron su muerte con un funeral apropiado cremando el cuerpo de Logan.

### Casa de M
En la Casa de M, Kenuicho Harada era un poderoso empresario y, en secreto, el jefe del clan Yashida, una familia del crimen poderosa. Su hija, Mariko Harada, fue secuestrada por Madame Hydra, que quería chantajear a Harada para que revele sus negocios ilegales.

### Marvel Zombies
En Marvel Zombies vs. The Army of Darkness #4, el Samurái de Plata y Fuego Solar son mordidos e infectados por un zombi Quicksilver. Durante los viajes abarcando el globo de Estela Plateada, son vistos atacando a civiles inocentes.

### What If?
En la historia "¿Y si Wolverine se hubiera casado con Mariko?", Kenuichio Harada se une a Mariko y Wolverine en luchan contra Kingpin, que ha tomado el control de la Yakuza y participó en una lucha territorial con el clan Shingen por el control. En ese momento, sin embargo, el Samurái está trabajando secretamente para Kingpin, y en su último encuentro, él asesina a Mariko, con lo cual es asesinado por Wolverine en represalia.

## En otros medios

### Televisión
- Samurái de Plata ha aparecido en la X-Men episodio "El loto y el acero", con la voz de Igor Estrada. Es simplemente presentado como un líder de banda cuyos matones aterrorizan a cada pueblo por homenaje a él cada año. Wolverine primero lo encuentra mientras recogía madera como el Samurái de Plata le advierte que no interfiera en los asuntos de su pandilla. Los aldeanos se mantienen firmes con la ayuda de Júbilo y Wolverine supera al Samurái en combate individual, aprovechando el hábito de Samurái de teletransportarse detrás de él: Wolverine anticipa el movimiento y desactiva el teletransportador, humillando al Samurái de Plata.

- Samurái de Plata aparece en Wolverine y los Hombres X episodio "Código de Conducta", con la voz de Keone Young, retomando su papel de X-Men: El Juego Oficial. No es presentado como el medio hermano de Mariko, sino como su marido reacio y sediento de poder, así como miembro de los Yakuza. Luchó con Wolverine antes en una batalla por Mariko, y terminó siendo derrotado. Años más tarde, Samurái de Plata captura a los X-Men (excepto Rogue) con el fin de obligar a Wolverine a pelear con él de nuevo como una manera de convertirse en el próximo líder de los Yakuza. Después de oír la conversación entre Wolverine y Mariko, él estaba enfadado con su esposa y le dijo a Hura que lleve a todos los ninjas al almacén inmediatamente. En la lucha del almacén cerca de los muelles, noqueó a Rogue con un shuriken cargado de gas de knock-out. El líder Yakuza dice que van a tener un duelo de habilidades no mutante (como parte del Código Samurái) en la siguiente noche. Cuando finalmente se batió en duelo, Samurái de Plata mencionó que Mariko no significaba nada para él y que él sólo se había casado con ella para que Logan no pudiera. Wolverine una vez más superó al Samurái de Plata. Dado que Samurái de Plata actuó deshonrosamente al usar sus habilidades mutantes cuando no estaba permitido, fue golpeado con shuriken relleno de gas nocaut. El líder Yakuza pierde el duelo declarando que Samurái de Plata deliberadamente violó el código Samurái y ha deshonrado al clan Yakuza, y hace que sus hombres se lo lleven. Después de que el líder Yakuza accedió a liberar a los X-Men cautivos, Mariko le dijo a Wolverine que el Samurái de Plata será expulsado de los Yakuza con vergüenza y que nunca lo admitirán de nuevo.

### Películas
- En la película X-Men 2, su nombre aparece en una lista de nombres que Mística desplaza por el ordenador de Stryker mientras busca archivos de Magneto.
- En el featurette "Wolverine Desatado: Los Orígenes Completos", en el lanzamiento del DVD de X-Men Origins: Wolverine, el productor Lauren Shuler Donner revela que 20th Century Fox ha aprobado la realización de una película independiente de Wolverine centrándose en el Samurái de Plata, y el tiempo de Wolverine en Japón.
- Samurái de Plata es el antagonista principal de la película Wolverine Inmortal.[25] Will Yun Lee interpreta a Kenuichio Harada.[26] Es representado como el líder arquero experto del clan de Ninjas Negros que ha jurado proteger al clan Yashida y él es el ex amante de Mariko Yashida. Él no es un mutante y no usa la armadura Samurái de Plata. Una armadura samurái, en la familia Yashida durante siglos, es conocida como el Samurái de Plata, y se sitúa en la tumba de Ichirō Yashida. Cuando la Yakuza invade el funeral de Yashida, Harada ayuda a Wolverine a proteger a Mariko, pero se reveló que trabaja con la mutante Viper. En el clímax de la película que el Samurái de Plata (no la armadura tradicional en la tumba) es en realidad un traje robótico gigante hecho de adamantium que empuña una katana y un wakazashi de adamantium, usada por el antiguo jefe del imperio de tecnología del clan Yashida, Ichirō Yashida (interpretado por Haruhiko Yamanouchi). Yashida se obsesionó con el factor curativo y la inmortalidad de Logan/Wolverine después de que éste le salvó la vida durante el bombardeo atómico de EE. UU. en Nagasaki por lo que ideó el traje con Víper no sólo para sostener a sí mismo, sino también para robar los poderes curativos de Wolverine. Durante la batalla de Yashida con Wolverine como el Samurái de Plata, Harada ve el error de su camino (al ayudar a Víper. a secuestrar a Mariko y traerle a Wolverine a ella), trata de detener al Samurái de Plata, sólo para ser apuñalado hasta morir por Yashida con la katana de adamantium caliente del Samurái. Como Yashida empieza a recuperar su aspecto juvenil al extraer el factor curativo de Wolverine usando la armadura Samurái de Plata, es alcanzado por su nieta Mariko con las garras cortadas de adamantium de Wolverine (que él había cortado de sus dos manos con la katana caliente del Samurái). Como Yashida pierde el control de la armadura Samurái de Plata, Wolverine vuelve a crecer sus garras de hueso originales y apuñala a Yashida en el pecho, antes de lanzarlo a su muerte en una grieta abajo.

### Videojuegos
- Samurái de Plata es un personaje controlable en los juegos de lucha X-Men: Children of the Atom y Marvel vs. Capcom 2, con la voz de Yasushi Ikeda. Sus poderes de taquión mutantes no son evidentes aquí, sin embargo, como es visto lanzando shurikens gigantes y sus poderes incluyen potenciar su Katana con propiedades elementales y ataques que tienen que ver con rayos, fuego y hielo. Es uno de los dos personajes de Marvel que no hablan inglés durante el juego, porque habla japonés (Coloso, que habla ruso durante el juego es el otro). A pesar de que su discurso está limitado sobre todo a gruñir y protestas de voz, lo hace pronunciar algunas frases en japonés: Appare! (アッパレ Appare?), que significa "¡Bravo!", en una de sus actitudes de victoria y Raimei-ken (雷鳴剣?), que significa "Espada de Trueno", durante su ataque especial.

- Samurái de Plata aparece en el juego X-Men: The Official Game (que llena la brecha entre X-Men 2 y X-Men: The Last Stand) con la voz de Keone Young. En el juego, Samurái de Plata es un jefe de Hydra, y mentor de Dama Mortal. Años antes del Arma X, Samurái de Plata y Hydra colaboraron con William Stryker en construir los robots Molde Maestro y Centinela. Después de la muerte de Stryker, Hydra fue enviada de vuelta a retirar todos los equipos Centinelas, y los archivos de y accidentalmente activó el Molde Maestro. Wolverine se infiltró en la sede de Hydra y lucha con Samurái de Plata sobre cómo apagar al Molde Maestro y los Centinelas. Conquistando a Samurái en combate, Wolverine sale ganador, gana la información, y le dice al equipo cómo derrotar a Molde Maestro.

- También aparece como un personaje jugable en el videojuego: Lego Marvel Superheroes.

### Otros
- En las precuelas cómicas a la primera película de X-Men, se reveló que Wolverine combatió a un ejecutor Yakuza justo antes de la película. Este hombre, con una obsesión con el honor y la habilidad mutante para generar electricidad, fue referido como el Samurái de Plata. Fue asesinado al final de la historia. Esa historia ha sido revelada que está fuera de la continuidad de películas habitual, ya que el Samurái fue revelado que estaba vivo en el juego X-Men: El videojuego oficial de la película, que es mucho más cercano a las películas que lo que eran las precuelas.[27]